# شوي موون-سيك
شوي موون-سيك (6 يناير 1971 كوريا الجنوبية - ) هو لاعب كرة قدم كوري جنوبي، يلعب كلاعب وسط، شارك في كأس العالم 1994.

## روابط خارجية
- شوي موون-سيك على موقع الاتحاد الدولي (مؤرشف)  (الإنجليزية)
- شوي موون-سيك على موقع رابطة كرة القدم اليابانية للمحترفين (اليابانية)
- شوي موون-سيك على موقع دوري كوريا الجنوبية (الإنجليزية)
- شوي موون-سيك على موقع قاعدة بيانات كرة القدم.إي يو (الإنجليزية)
- شوي موون-سيك على موقع ناشيونال فوتبول تيمز (الإنجليزية)